# Володимир (драма)
«Володимир» — трагікомедія Феофана Прокоповича 1705, написана силабічним віршуванням на основі сюжету про хрещення Русі.
Повна назва: «Всіх славеноруських стран князь і повелитель, от невірія тьми во великий світ євангельський духом святим приведен в літо от рождества Христова 988, нині же в преславной академії Могило-Мазеповіанской Кієвськой, привітствующой ясневельможного єго царського пресвітлого величества войська Запорозького обоїх стран Дніпра, Гетьмана і славного чину святого Андрея-Апостола, кавалера Іоанна Мазепи, превеликого своєго ктитора, на позор російському роду от благородних російських синов, добрі здє воспитуємих, дійствієм, єже от поетов нарицається трагікомедія, літа Господня 1705, поля з дня показанний».

## Історія написання
У 1701 Феофан (на той час Єлисей) залишає Рим, не закінчивши повного курсу Папської грецької колегії святого Афанасія. Пішки проходить Францію, Швейцарію, Німеччину, деякий час навчається в місті Галле, знайомиться з ідеями Реформації. У 1704 повертається в Україну, спершу в Почаївський монастир, потім у Київ, зрікається католицької віри, постригається у православні ченці. З 1705 викладав риторику, піїтику та філософію у Києво-Могилянському колегіумі, уклав курс піїтики та риторики, написав цю драму «Володимир» на основі сюжету про хрещення Русі, присвятивши її Івану Мазепі. Водночас пише й виголошує богословсько-філософські проповіді, завдяки яким був помічений київським генерал-губернатором Дмитром Голіциним а також Олександром Меншиковим.
Свою п'єсу Феофан Прокопович написав під час навчального курсу поезії; його студенти брали участь у першій постановці, яка відбулася в 1705 році у Київській духовній академії. Написана церковнослов'янською мовою київського ізводу. Трагікомедія за змістом була пов'язана з проповіддю Феофана в день рівноапостольного князя Володимира і мала публіцистичний характер.
Вперше надруковано у вид.: Тихонравов Н. С. Русские драматические произведения 1672 — 1725 годов. Спб., 1874, т. 2, с. 280 — 344.
Трагедо-комедія «Владимир» написана у 1705 р. і вперше поставлена на сцені Київської академії 3 липня цього ж року. У XVIII ст. вона поширювалася у рукописних списках. Нині відомо шість рукописів. Найповніший із них, що знаходиться в Російській національній бібліотеці (зібрання Толстого, шифр Q.XIV. 2, арк. 64 — 88), датується 1751 р. За цим рукописом з різночитаннями інших списків трагедо-комедія увійшла до вид.: Прокопович Феофан. Сочинения. Под редакцией И. П. Еремина. М. — Л., 1961, с. 147 — 206. Назву і програму трагедо-комедії надруковано за списком першої половини XVIII ст., який зберігається у ЛНБ ім. В. Стефаника (колекція Монастирських рукописів, № 784).

## Сюжет, композиція та жанрові особливості
За основу сюжету взято боротьбу князя Володимира з язичницькими жерцями, які були ворогами Христової віри. Боротьба ця двозначна: крім зовнішніх ворогів, князя зваблюють спокуси язичницького життя. У підручнику поетики єзуїта Понтана, який використовував Феофан, трагікомедія визначалася як твір, у якому «речі смішні та кумедні перемішуються з серйозними та сумними та особи низькі — із знаменитими».
«Катастрофа», тобто розв'язка подій, полягала в тому, що князь заборонив жертвоприношення жерцям і вони вмирали з голоду, також наказав всюди руйнувати ідолів і віддавати народу на наругу. Вожді Мечислав і Хоробрий змушують жерців нищити власних богів. Жерці ж погрожують різними бідами, як наслідок зруйнування Перуна, але вожді доводять справу до кінця. В кінці гонець приносить грамоту князя, який прийняв у хрещенні ім'я Василь.

## Зміст[2]
Дія 1 Явлення 1
Ярополк, брат Владимиров, от него ж убієнний (пронесшейся славі, яко Владимир Христову віру хощет прияти), ізходить от бездн адових, аки би посланний от демонов, братнему наміренію творити препятіє.
Явлення 2
Ярополк, обріт верховного жерця і волхва, іменем Жеривола, откриваєт єму мисль Владимирову, притом і коїм сам образом от брата убієн бисть, повіствуєт. Жеривол, раз’яренний, обіщаєтся всю свою волшебную силу на князя подвигнути.
Дія 2 Явлення 1
Празнику бога Перуна пришедшу, жрець Курояд трубить, гласяще людей к приношенію жертви.
Явлення 2
Ісходить ін жрець, Піар іменем, і запріщаєт Курояду, да не движет всує народа, не імущей бути жертві; се же того ради, яко позна бути не готова велебного Жеривола, сказуя, како єго виділ сквозі пустиню бігающа і демонов зовуща.
Явлення 3
Смутившимся жерцем, приходить скорбний Жеривол і, всуе от другов потішаємий, сказуєт же о обіщанной помощі. Но зде странним виденієм (трус ідолов узрів) устрашен, поєт піснь волшебную, глася духов на помощ.
Явлення 4
Біс мира і біс хули на глас жерцов приходять і желаємую помощ обіщають.
Явлення 5
Біс тіла, іли похоті плотськія, мало нігді умедлівши, прибігаєт і такожде пособствовати глаголет себе готова.
Хор іли Ликованіє
Жерці, от бісов потішеннії, чарами оживляють ідолов і з ними купно пред побідою торжествують і скачуть.
Дія 3 Явлення 1
Владимир з Борисом і Глібом, синами, бесідує о послі, от царя гречеського присланном і совіт о воспріятії віри Христовой дающем.
Явлення 2
Жеривол, входа ко князю іспросив, скорбную вість приносить, аки би бозі зіло розболішася; на что от Владимира помощі і милості просить. Но князь, суєтную печаль сміхом ізбив, аки єще не відущу совіт царський, отсилаєт же волхва на время, повелівая, да, єгда прийдет посол, возвратиться і да препрется словом.
Явлення 3
Вшедшу послу, входить і Жеривол з другами. Повелінієм же княжим начинаєт прініє з філософом і многії буєсловнії вопроси з гордостію і кіченієм предлагаєт. Дерзостію же єго прогніванний князь вон ізгонить жерцов.
Явлення 4
Філософ проповідь простираєт: 1) яко аще і невидим єсть бог, обаче бути єго яві єсть; 2) яко єдин бог; 3) яко вік будущий єсть; 4) о созданії мира і человіка; 5) о человічем паденії; 6) о воплощенії Сина Божія і прочеє о откровенних тайнах; 7) наконець проповідуєт будущий день судний. І конечне Владимира к вірі преклоняєт.
Дія 4 Явлення 1
Владимир синам своїм сон повіствуєт: в нем же наважденієм диявольським от различних видов устрашися.
Явлення 2
Владимир, отслав сини, терпить іскушенія. Мир бо єму горделивія, біс же хули хулнія, плоть же плотскія помисли наводять. Он же, тако бідствуя, наконець вся іскушенія побіждаєт і ідет к ісполненію волі господней.
Хор
Прелесть со многими другинями зовет Владимира, да возвратиться, і различними страстьми, веселими і скорбними, лик свой мішаєт. Не услишанна же сущі, отмстити єму грозить.
Дія 5 Явлення 1
Курояд і Піар, жерці, плачуть о опроверженії ідолов, єже бисть в Кієві повелінієм Владимира, такожде і о болізні чеетного Жеривола.
Явлення 2
Мечислав, вождь воєв російських, пут... аєм, находить на жерцов і, видя ідоли стояща, свариться на преступников волі княжей. Они же о сем аки би не відали, много лгуще, отрицаються. Мечислав, укорив і ізгнав жерцов, ідоли со вої крушить. Се сотворше, єдин от воєв, іменєм Храбрий, повіствуєт Мечиславу (не бувшу при крещенії Владимира), коїм образом і чином к крещенію ідяще Владимир і како храм украшен бяше.
Явлення 3
Приходить вісник ко Мечиславу со епістолією от Владимира, в ней же Владимир повіствуєт о своєм крещенії і како чешуя от очес єго чудесне отпадоша. Посилаєт же в дар Мечиславу щит і хоругов, обоє крестом знаменанно. Мечислав со вої торжествуєт.
Хор
Андрей святий радуєтся о ісполнившемся єго прореченії (єже іногда, водрузив крест на горах кієвських, проглагола о імівшем просіяти благочестії). Таже духом пророчествуєт і о єще будущих в Росії вещех; о мучениках, о преподобних печерських, о церквах многих, о нашествії Батиєвом, потом і о нині славою цвітущих російських світилах, панах і ктиторах і благодітелях наших.